# Papaver gabrielianae
Papaver gabrielianae är en vallmoväxtart som beskrevs av Mariam V. Agababjan. Papaver gabrielianae ingår i släktet vallmor, och familjen vallmoväxter. Inga underarter finns listade i Catalogue of Life.